# Lándor Béla
Lándor Béla (Marosludas, 1899. október 4. – Budapest, 1973. május 8.) újságíró, történész.

## Életpályája
1919-ben belépett a KMP-ba; az ifjúsági mozgalom egyik szervezője volt. A Tanácsköztársaság idején (1919) a Vörös Hadseregben harcolt, annak bukása után részt vett a KMP illegális szervező munkájában. 1920-ban Bécsbe emigrált, ahol magyar nyelvű kommunista lapoknak dolgozott, illetve egyetemi tanulmányokat folytatott. 1923-ban a Szovjetunióba ment és tudományos intézményekben tevékenykedett. 1926-ban beválasztották a KMP Központi Bizottságába, rövid bécsi tartózkodás után hazajött Magyarországra. 1928-ban letartóztatták. 1929 őszén börtönbüntetésre ítélték; kiszabadulása után, 1934-ben a Szovjetunióba ment és a Kommunista Internacionálénál dolgozott. 1945 után ismét visszajött Magyarországra, és nyugdíjba vonulásáig a budapesti Szikra Könyvkiadó munkatársa volt.
Történelmi tanulmányokat írt. Sírja a Fiumei úti sírkertben található.

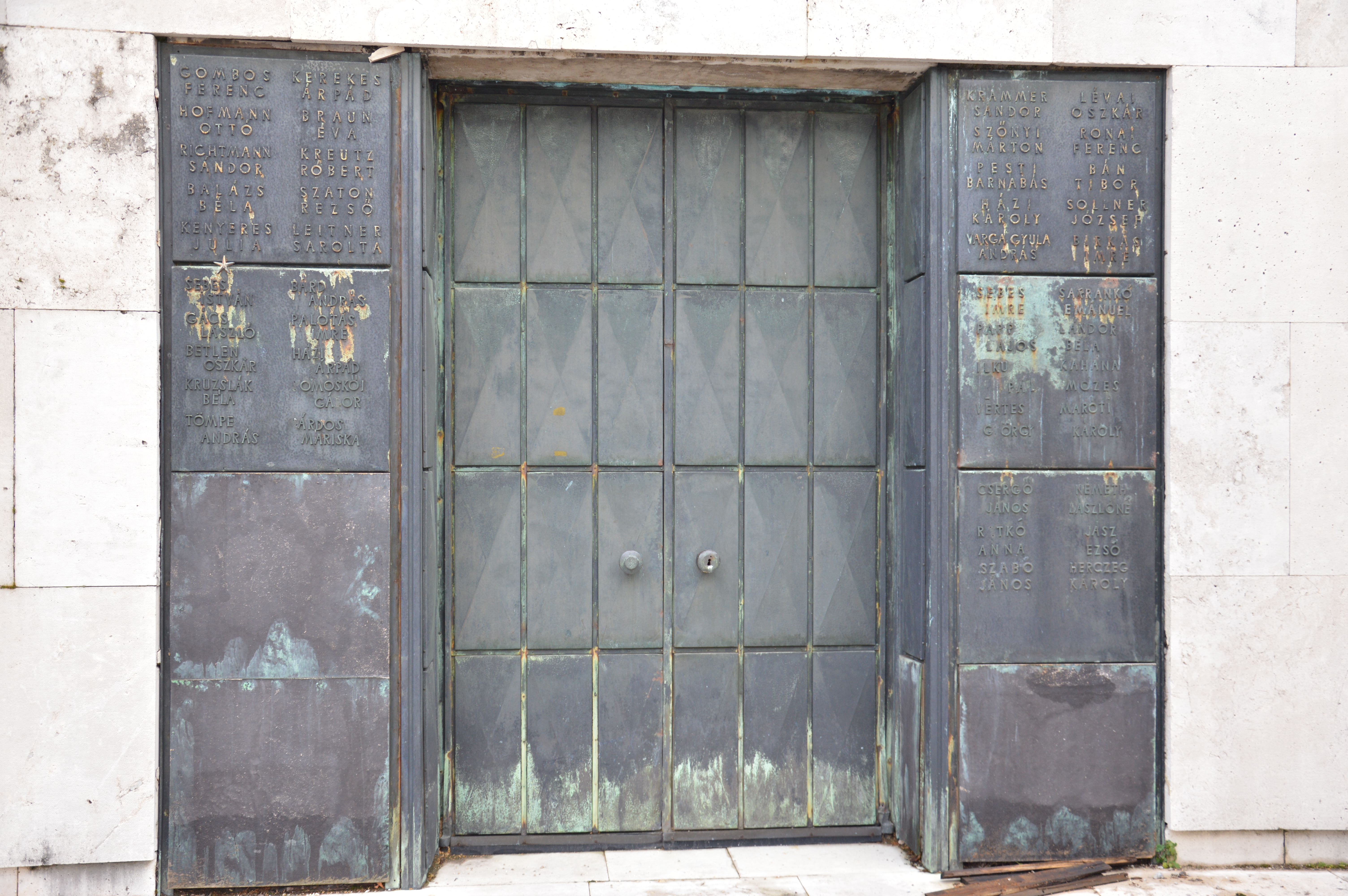
Lándor Béla neve jobb oldalt a jobb oldali tömb közepén olvasható.

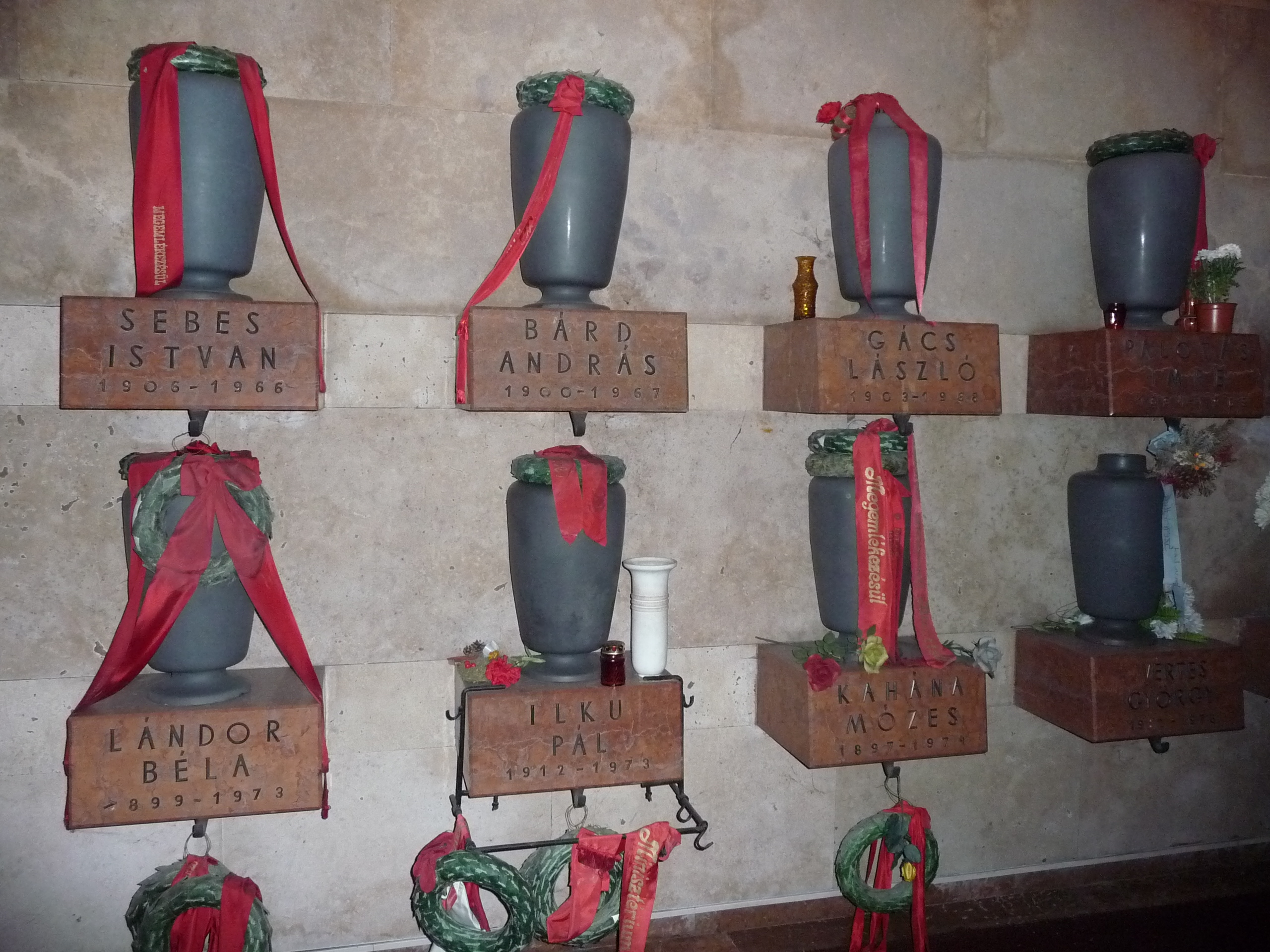
Hamvai a Fiumei úti sírkert Munkásmozgalmi Panteonában (Alsó terem, alsó sor-12)

## Művei
- Kötelező olvasmányok a „Magyar gazdaságtörténet”-hez (összeállítás, Budapest, 1951)
- Marx jegyzetei a magyar történelemről (Budapest, 1952)